# 李一經
李一經（1520年—？），字子源，河南歸德府睢州人，軍籍，明朝政治人物。同進士出身。

## 生平
嘉靖十九年（1540年）庚子科河南鄉試第三十二名舉人。嘉靖二十九年（1550年）中式庚戌科會試第一百四十五名，三甲第四十五名進士。嘉靖三十年（1551年）任直隸吳縣知縣，次年去職。授行人司行人，三十二年四月选授广东道試御史，十一月實授，三十四年巡按廣西，监乙卯鄉試。三十六年出为襄阳府知府，同年十月因抗旨被逮入京，黜为民。

## 家族
曾祖李榮；祖父李朋；父李廷璲，縣丞。母任氏。永感下。